# Норти, Эдвард
Эдвард Норти (англ. Edward Northey; 28 мая 1868 — 25 декабря 1953) — британский военный и государственный деятель, генерал-майор британской армии (1918), губернатор британской Кении (1919-1922). Впоследствии служил генералом территориальных войск и вышел в отставку в 1926 году.

## Рождение и начало карьеры
Эдвард Норти родился в 1868 году в Кокерхэме (Ланкашир), получил образование в Итонском колледже и Королевском военном училище в Сандхёрсте, 7 марта 1888 года был зачислен в Королевский стрелковый корпус в звании второго лейтенанта. 7 мая 1890 года он получил звание лейтенанта и в 1891 году участвовал в экспедициях в Хазару и долину Миранзай, а в следующем году — в экспедиции в Исазай. 1 июля 1895 года ему было присвоено звание капитана.
С конца 1899 года Норти принимал участие во Второй англо-бурской войне и оставался в Южной Африке до 1902 года.
По возвращении он был назначен адъютантом добровольческого батальона 1-го Миддлсексского стрелкового полка (Виктории и Св. Георгия).

## Первая мировая война
Когда в 1914 году началась Первая мировая война, Норти был подполковником Королевского стрелкового корпуса и служил в полку, командуя 1-м батальоном полка на Западном фронте в течение первого года войны.
Получив звание полковника с сохранением содержания по прежнему званию в феврале 1915 года, Норти в следующем месяце был повышен до временного бригадира и принял командование 15-й пехотной бригадой, входившей в состав 5-й дивизии, но в следующем месяце был тяжело ранен во время Второй битвы при Ипре. Точная дата неизвестна, но, как сообщается, Норти осматривал место новой соединительной траншеи, когда его ранило в бедро осколком снаряда.
Вернувшись в армию в 1916 году после выздоровления от ранения, Норти был направлен в Ньясаленд, где командовал Ньяса-Родезийскими полевыми войсками, действовавшими против местных и немецких войск Леттова-Форбека в ходе Восточноафриканской кампании.
В 1917 году Норти стал компаньоном (кавалером) ордена Бани и в 1918 году рыцарем-коммандором ордена Святых Михаила и Георгия за свою военную службу. В январе 1918 года ему было присвоено воинское звание генерал-майора.

## Губернатор британского протектората Восточная Африка
В конце войны Норти был назначен губернатором протектората Британская Восточная Африка, который в 1920 году стал известен как Кения.
16 октября 1919 года газета The Times сообщила, что с сэром Эдвардом Норти во время игры в поло произошёл несчастный случай, в результате которого ему пришлось удалить правый глаз. Инцидент произошёл в Британской Восточной Африке.
В 1919 году Норти издал циркуляр, в котором правительственным чиновникам предписывалось принуждать работников-африканцев работать на принадлежащих европейцам фермах и поместьях, несмотря на более ранние возражения Министерства по делам колоний против этого плана. Вызванный предписанием Норти скандал вынудил Министерство по делам колоний в 1921 году однозначно заявить, что принудительный оплачиваемый труд местных африканцев может использоваться только на правительственных проектах, а не при направлении работников в принадлежащие европейцам поместья, и то только в случае крайней необходимости и с одобрения Министерства по делам колоний.
В 1922 году Норти был переведён с понижением на должность Верховного комиссара Занзибара и в том же году был удостоен звания Рыцаря Большого креста ордена Святых Михаила и Георгия.
В 1924 году он вернулся в Великобританию для продолжения военной службы.

## Завершение карьеры
По возвращении Эдвард Норти был назначен командиром 43-й (Уэссекской) пехотной дивизии, входившей в состав Территориальной армии. Эта должность сочеталась с командованием Юго-Западным районом Британии, и Норти сочетал обе должности вплоть до ухода в отставку с военной службы в октябре 1926 года.
Норти скончался 25 декабря 1953 года.